# Jozef Gabčík
Jozef Gabčík, född 8 april 1912 i Rajecké Teplice i Österrike-Ungern, död 18 juni 1942 i Prag, var en slovakisk fallskärmsjägare som tillsammans med Jan Kubiš den 27 maj 1942 genomförde ett attentat mot Reinhard Heydrich, riksprotektor i Böhmen-Mähren.

## Biografi
Attentatet bar kodnamnet Operation Anthropoid. På morgonen den 27 maj 1942 inväntade Gabčík och Kubiš Heydrichs öppna bil i en av Prags förorter. Heydrichs blev skadad av Gabčíks och Kubiš granatsplitter och dog åtta dagar senare på Bulovka sjukhus. Karel Čurda, en av deras egna, förrådde dem till nazisterna och Kubiš och hans grupp hittades den 18 juni i Sankt Kyrillos och Methodios kyrka på Resslovagatan i Prag. Efter två timmars strid blev Kubiš sårad och dog direkt efter att han kom till sjukhuset. Gabčík begick självmord för att undvika att bli fångad efter ytterligare fyra timmars strid mot SS.